# Axel von Ambesser
Axel von Ambesser, nato Axel Eugen Alexander von Oesterreich (Amburgo, 22 giugno 1910 – Monaco di Baviera, 6 settembre 1988), è stato un attore e regista tedesco.

## Filmografia parziale

### Attore
- Il prigioniero del re (er Gefangene des Königs), regia di Carl Boese (1935)
- Treno di lusso (Salonwagen E 417), regia di Paul Verhoeven (1939)
- Ritorno, regia di Géza von Bolváry (1940)
- Cuor di regina (Das Herz der Königin), regia di Carl Froelich (1940)
- Ballo con l'imperatore (Tanz mit dem Kaiser), regia di Georg Jacoby (1941)
- Realtà romanzesca (Frauen sind keine Engel), regia di Willi Forst (1943)
- Divorzio d'amore (Ich hab' mich so an Dich gewöhnt), regia di Eduard von Borsody (1952)
- Gustav Adolfs Page, regia di Rolf Hansen (1960)
- Sopra e sotto il letto (Das Liebeskarussell), registi vari (1965)

### Regista
- Drei, von denen man spricht (1953)
- Fra Martino (Bruder Martin) (1954)
- Der Pauker (1958)
- Sissi la favorita dello zar (Die schöne Lügnerin) (1959)
- Il bravo soldato Schwejk (Der brave Soldat Schwejk) (1960)
- Der Gauner und der liebe Gott (1960)
- Er kanns nicht lassen (1962)
- Kohlhiesels Töchter (1962)
- E il letto continua a raccontare (Frühstück im Doppelbett) (1963)
- Sopra e sotto il letto (Das Liebeskarussell) (1965) - segmento Lolita